# سیارک ۷۹۹۸
سیارک ۷۹۹۸ (به انگلیسی: 7998 Gonczi، نامگذاری:1985JK) هفت هزار و نهصد و نود و هشتمین سیارک کشف شده‌است که در ۱۵ مه ۱۹۸۵ کشف شد.
قدر مطلق سیارک برابر ۱۴٫۰۰ است.